# Ormosia defessa
Ormosia defessa là một loài ruồi trong họ Limoniidae. Chúng phân bố ở miền Cổ bắc.